# Біцау
Біцау (нім. Bizau) — містечко та громада округу Брегенц в землі Форарльберг, Австрія.
Біцау лежить на висоті 681 над рівнем моря і займає площу 21,08 км². Громада налічує 1015 мешканців. 
Густота населення 48/км².  
Громада лежить в районі, який носить назву Брегенцвальд. Неподалік розкинулося Боденське озеро. Населення Форальбергу розмовляє алеманським діалектом німецької мови, а тому ближче до швейцарців, ніж до населення більшої частини Австрії, яке розмовляє баварсько-австрійським діалектом. 
|                                |
| Біцау на мапі округу та землі. |

Адреса управління громади: Kirchdorf 340, 6874 Bizau. 

## Демографія
Історична динаміка населення міста за даними сайту Statistik Austria